# 순천 선암사 승선교
순천 선암사 승선교(順天 仙岩寺 昇仙橋)는 전라남도 순천시 선암사)에 있는 조선 시대의 아치교이다. 1963년 9월 2일 대한민국의 보물 제400호로 지정되었다.
길이 14m, 높이 4.7m, 폭 4m로 조선 숙종 39년(1713년) 호암화상이 6년 만에 완공한 다리이다. 기저부(基底部)에 별다른 가설이 없고 홍예(虹預)는 하단부부터 곡선을 그려 전체의 문양은 반원형을 이루고 한 개의 아치로 이루어졌다. 다리 중심석 아래의 조그맣게 돌출시킨 석재는 용의 머리 같기도 하다. 고통의 세계에서 부처의 세계로 건너는 중생들을 보호 수용하겠다는 의지가 담겨 있다.

## 개요
선암사의 부도(浮屠)를 지나 경내에 이르면 시냇물을 건너야 되는데 그 건널목에 놓인 다리가 승선교이다. 시냇물의 너비가 넓은 편이라서 다리의 규모도 큰 편인데, 커다란 무지개 모양으로 아름답게 놓여있다.
기단부(基壇部)는 자연 암반이 깔려 있어 홍수에도 다리가 급류에 휩쓸릴 염려가 없는 견고한 자연 기초를 이루고 있다. 다리의 아래부분부터는 길게 다듬은 돌을 연결하여 무지개 모양의 홍예(虹霓)를 쌓았으며, 그 짜임새가 정교하여 밑에서 올려다보면 부드럽게 조각된 둥근 천장을 보는 듯한 느낌을 준다. 홍예를 중심으로 양쪽 시냇가와의 사이는 자연석을 쌓아 석벽을 이루고 그 윗부분에도 돌을 쌓았는데, 모두 주변의 냇돌을 이용하였다. 다리 한복판에는 용머리를 조각한 돌이 밑으로 삐죽 나와 있어 장식적 효과를 주고 있는데, 예로부터 이것을 뽑아내면 다리가 무너진다고 전해오고 있다.
임진왜란 이후 불에 타서 무너진 선암사를 중건할 때 이 다리를 놓은 것으로, 다음과 같은 전설이 전해진다. 조선 숙종 24년(1698) 호암대사가 관음보살의 모습을 보기 바라며 백일기도를 하였지만 그 기도가 헛되자 낙심하여 벼랑에서 몸을 던지려 하는데, 이 때 한 여인이 나타나 대사를 구하고 사라졌다. 대사는 자기를 구해주고 사라진 여인이 관음보살임을 깨닫고 원통전을 세워 관음보살을 모시는 한편, 절 입구에 아름다운 무지개다리를 세웠다고 한다.
무지개 모양으로 건설한 양식은 곧 보성 벌교 홍교(보물 제304호)와 같은데, 2개가 모두 지역적으로 가까운 곳에 있으므로 양식상 공통점이 있는 것은 당연할 것이다. 다만 돌을 쓴 방식이나 마무리수법이 오래된 양식이며, 그 구조 또한 보다 웅장한 느낌을 주는 것으로 미루어 영조 때에 만들어진 벌교홍교보다 먼저 만들어진 것으로 짐작된다.

## 참고 자료
- 순천 선암사 승선교 - 국가유산청 국가유산포털
- 이 문서에는 다음커뮤니케이션(현 카카오)에서 GFDL 또는 CC-SA 라이선스로 배포한 글로벌 세계대백과사전의 내용을 기초로 작성된 글이 포함되어 있습니다.

- 6분류:순천시 (전라남도)의 건축물